# Пентан-3-он
Пентан-3-он (діетилкетон) — кетон з хімічною формулою {\displaystyle {\ce {CH3-CH2-CO-CH2-CH3}}}.

## Фізичні властивості
За звичайних умов пентанон — безбарвна рідина з характерним запахом. Температура плавління -42°С, температура кипіння — 102°С. Легко розчинний в етанолі та діетиловому ефірі, погано розчиняється в тетрахлорметані. Показник заломлення дорівнює 1.3905 при 25°С та 1.3924 при 20°С.

## Хімічні властивості

### Реакції карбонільної групи
Пентанон — кетон, проявляє слабкі основні властивості через неподілену пару електронів на атомі оксигену. Він приєднує протон, утворюючи оксонієвий катіон. До нього притягується кислотний залишок, утворюючи сіль:
{\displaystyle {\ce {(CH3-CH2)2-C=O{:}+ H+X- -> (CH3-CH2)2-C=O{:}H+X-}}}
Взаємодіє з негативними йонами нуклеофілів, утворюючи негативний заряд на атомі оксигену. Якщо до нуклеофілу приєднаний протон, він приєднується до негативного атома оксигену, утворюючи спирт:
{\displaystyle {\ce {(C2H5)2-C=O + Nu- ->(C2H5)2-CNu-O- + H+ ->(C2H5)2-CNu-OH}}}

### Реакції на α-карбоні
Може реагувати з бромом, але ця реакція відбувається повільно. Спочатку кетон переходить в енольну форму:
{\displaystyle {\ce {C2H5-CO-CH2-CH3 <<=>C2H5-C(OH)=CH-CH3}}}
Саме ця стадія є причиною малої швидкості реакції, оскільки кетони набагато стійкіші за еноли. На наступному етапі молекула брому поляризується, і до молекули на місці подвійного зв'язку приєднується Br+: Тоді протон відривається від молекули, приєднуючись до негативного іона брому з утворенням бромоводню та 2-бромпентан-3-ону:
{\displaystyle {\ce {Br2 <=>Br+ + Br-}}}
{\displaystyle {\ce {C2H5-C(OH)=CH-CH3 + Br+ ->C2H5-C(=O)-CHBr-CH3 + H+}}}
{\displaystyle {\ce {H+ + Br- <=>HBr}}}
Також може хлоруватися за допомогою сульфурилхлориду.

## Отримання
3-пентанон отримують кетонним декарбоксилюванням пропанової кислоти:
{\displaystyle {\ce {2C2H5COOH -> (C2H5)2CO + CO2 + H2O}}}
Також отримують гідроформілюванням етену:
{\displaystyle {\ce {2C2H4 + CO + H2 -> (C2H5)2CO}}}